# Phegopteridoideae
Phegopteridoideae, potporodica papratnjača u porodici Thelypteridaceae, dio reda osladolike ( Polypodiales). Sastoji se od tri roda sa 42 vrste.

## Rodovi
1. Macrothelypteris (H. Itô) Ching (9 spp.)
2. Phegopteris (C. Presl) Fée (7 spp.)
3. Pseudophegopteris Ching (26 spp.)